# Гринфилд (Оклахома)
Гринфилд (енгл. Greenfield) град је у америчкој савезној држави Оклахома.

## Демографија
По попису из 2010. године број становника је 93, што је 30 (-24,4%) становника мање него 2000. године.
| Група             | 2000.       | 2010.      |
| Белци             | 109 (88,6%) | 86 (92,5%) |
| Афроамериканци    | 2 (1,6%)    | 0 (0,0%)   |
| Азијати           | 0 (0,0%)    | 0 (0,0%)   |
| Хиспаноамериканци | 0 (0,0%)    | 0 (0,0%)   |
| Укупно            | 123         | 93         |